# Laval-d’Aurelle
Laval-d’Aurelle – miejscowość i dawna gmina we Francji, w regionie Owernia-Rodan-Alpy, w departamencie Ardèche. W 2013 roku populacja ówczesnej gminy wynosiła 57 mieszkańców. 
W dniu 1 stycznia 2019 roku z połączenia dwóch ówczesnych gmin – Laval-d'Aurelle oraz Saint-Laurent-les-Bains – powstała nowa gmina Saint-Laurent-les-Bains-Laval-d'Aurelle. Siedzibą gminy została miejscowość Saint-Laurent-les-Bains. 